# Sa Loong
Sa Loong là một xã thuộc huyện Ngọc Hồi, tỉnh Kon Tum, Việt Nam.
Xã Sa Loong có diện tích 177,60 km², dân số năm 2019 là 5.990 người, mật độ dân số đạt 34 người/km².